# Picaparra
A picaparra, colibri-de-peito-riscado ou bico-reto-de-banda-branca (Heliomaster squamosus), também conhecida como ipequi, pequi, marrequinho, mergulhador, mergulhão, mergulhão-sol, patinho-d'água, patinho-de-igapó, pecapara, picapara e pecaparra, é uma ave da família Heliornithidae, ordem Gruiformes, que ocorre no continente americano, chegando a medir até 30 centímetros de comprimento.
É o único membro vivo do gênero Heliornis. A família heliornithidae, ao qual ele pertence, contém apenas duas outras espécies: o finfoot Africano, Podica senegalensis, encontrada na região afro-tropical da África Ocidental subsaariana e da Bacia do Congo através dos Grandes Lagos Africanos até o Sudeste da África, e o mascarado ou Heliopais personatus, encontrado do leste da região indomalaia através da Sondalândia até a Linha de Wallace.
Estas aves aquáticas têm nos pés largos lóbulos, convergentes aos dos mergulhões e fulicas, que utilizam para se propelirem na água. Eles são pássaros reclusos, preferindo riachos de fluxo lento bem cobertos e cursos d'água isolados, às vezes nadando parcialmente submersos, como um carará.
Alimenta-se de insetos, aranhas, pequenos caranguejos, peixes e plantas aquáticas. Pernoita empoleirado na vegetação, sobre a água. Voa rente à água. Durante o período reprodutivo, esticam o pescoço rente à água e nadam em círculos, com as asas levantadas. A fêmea coloca dois ovos branco-amarelados manchados de castanho e a incubação dura 11 dias. Os filhotes, após o nascimento, são abrigados em uma concavidade existente sob a asa do pai, protegida por penas.
Os picaparras são únicos entre as aves, pois os machos têm "bolsas", dobras de pele sob as asas nas quais carregam seus filhotes desde a eclosão até que os filhotes sejam capazes de nadar por conta própria. Isso os levou a serem chamados de "pássaros marsupiais"

## Nomes Locais
- Inglês : Sungrebe, American Finfoot[10]
- Espanhol : Ipequí, Avesol Americano, Colimbo-selvático Americano, Pájaro Cantil, Pájaro del Sol, Patas Lobuladas, Pato Cantil, Zambullidor-Sol[10]
- Português : Ipequi, Pequi, Picaparra, Marrequinha-do-Igapó, Mergulhão, Patinho-de-Igapó, Ananai, Dom-dom[10]
- Guarani: Ypeky[10]
- Wayampi: Pẽkĩ [10]
- Emerillon: Pẽki[10]
- Makushi: Yawiwa[11]
- Warao: Oranih[11]
- Sranan: Watra-en[10]
- Crioulo Guianês: Souroukou[10]
- Karipúna crioulo: Dondon[10]
- Francês: Picpare, Grébifoulque d'Amérique, Grébifoulque de Cayenne[10]
- Holandês: Kleine Fuutkoet[10]

## Etimologia
"Ipequi" e "pequi" procedem do tupi ypekĩ, "pato pequeno", "patinho". Ypekĩ é junção de ypeka, nome de um pato, mais o sufixo -ĩ, que indica o grau diminutivo naquela língua indígena. "Pecapara" e "pecaparra" vêm do tupi ïpeka a'para, "pato de pernas tortas". "Picapara" vem do tupi ïpeka'para, "pato curvo, de pescoço comprido".

## Taxonomia
A picaparra foi descrita pelo polímata francês Georges-Louis Leclerc, Conde de Buffon em 1781 em sua Histoire Naturelle des Oiseaux de um espécime coletado em Cayenne, Guiana Francesa. A ave também foi ilustrada em uma placa colorida à mão gravada por François-Nicolas Martinet nos Planches Enluminées D'Histoire Naturelle, produzida sob a supervisão de Edme-Louis Daubenton para acompanhar o texto de Buffon. Nem a legenda da placa nem a descrição de Buffon incluíam um nome científico, mas em 1783 o naturalista holandês Pieter Boddaert cunhou o nome binomial Colymbus fulica em seu catálogo dos Planches Enluminées. O picaparra é agora a única espécie incluída no gênero Heliornis que foi erigido pelo naturalista francês Pierre Bonnaterre em 1791 com o picaparra como espécie-tipo . O nome do gênero combina o grego antigo hēlios que significa "sol" e ornis que significa "pássaro". O epíteto específico fulica significa "galeirão" em latim. Nenhuma subespécie é reconhecida.
Há algum debate onde a família dos pés-de-pato, Heliornithidae, se encaixa nos Gruiformes. A taxonomia de Sibley-Ahlquist de pássaros, baseada na hibridização DNA-DNA, sugeriu que eles são taxa irmãos do carão, os Aramidae, e até mesmo colocou o carão dentro de Heliornithidae em 1990. No entanto, análises genéticas mais recentes sugerem que o carão é um táxon irmão dos Gruidae, e que os pés-de-pato são, em vez disso, táxons irmãos dos trilhos, os Rallidae . Outros estudos sugerem que pés-de-pato e os rabos-de-cavalo afro-malgaxes, um grupo originalmente pensado para ser aninhado dentro de trilhos, formam uma linhagem chamada Sarothruridae que se separou no final do Eoceno, provavelmente na África. Sarothruridae, por sua vez, é considerado um clado irmão de Rallidae.

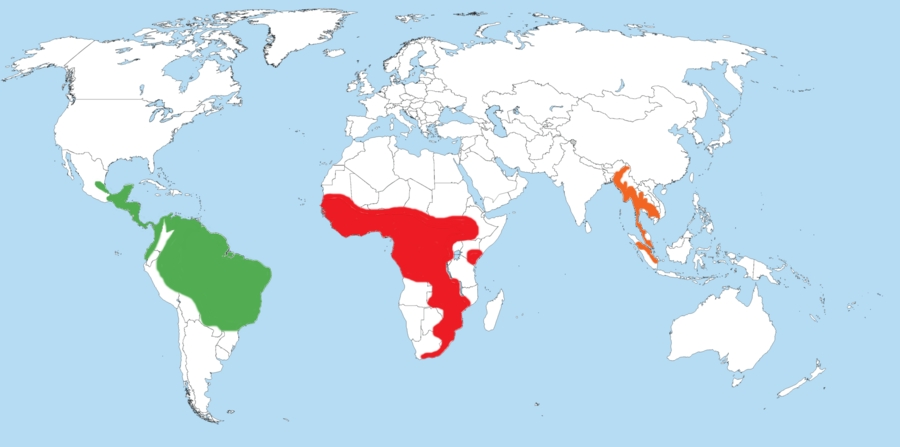
Distribuição histórica dos três Heliornithids existentes. Heliornis fulica em verde

Dentro de Heliornithidae, os picaparras são irmãos do pé-de-pato asiático, em vez do pé-de-pato africano geograficamente mais próximo, de acordo com os resultados do sequenciamento de DNA mitocondrial e nuclear. Isso acrescenta credibilidade à ideia de que os pés-de-pato se mudaram de uma origem africana para a Eurásia e, em seguida, através da Beríngia e da América do Norte para chegar à América do Sul, em vez de cruzar o Atlântico vindo da África ou ter evoluído no Gondwana, separados com a mudança dos continentes, e mudou-se para o norte para a Laurásia a partir daí. Isso também explicaria a ausência de pés-de-pato da Austrália e o sucesso do picaparra em colonizar os Neotrópicos continentais, ao mesmo tempo em que não conseguiu colonizar nenhuma das principais ilhas do Caribe que não tenham pontes de terra glaciais para o continente.

## Descrição
A picaparra mede aproximadamente 28 centímetros de comprimento e mede 130 gramas. Apresenta plumagem predominantemente marrom, bico vermelho, pescoço comprido e cauda negra. A coroa e o pescoço são caracteristicamente rajados de preto e branco. Os pés são amarelos e os dedos possuem anéis negros. As fêmeas apresentam as bochechas coradas de canela e as pálpebras de vermelho durante a reprodução.
A fêmea é uma ave pequena e esguia, com média de cerca de 30 centímetros de comprimento. Os picaparras têm dedos dos pés lobulados e a pele nua dos pés e das pernas são marcadas de forma contrastante em amarelo e preto. A plumagem do corpo é principalmente de tons variados de marrom avermelhado, enquanto a cabeça e o pescoço são marcadamente modelados com uma coroa e nuca pretas e listras brancas ao longo dos lados do pescoço, bem como uma garganta e queixo brancos. A cauda longa (quase um terço do comprimento total) se estende bem além do corpo em voo e se espalha sobre a superfície da água ou logo abaixo dela, enquanto o pássaro nada. As fêmeas têm uma mancha avermelhada na lateral do rosto que ganha um tom laranja-canela durante a época de reprodução. Também durante a época de reprodução, o anel do olho torna-se mais brilhante e a parte inferior da mandíbula passa de vermelho escuro para vermelho vivo. Ligeiramente mais curto em média que o macho, com envergadura ligeiramente mais curta, 13.7 centímetros, mas de com uma massa média mais alta, 130-140 gramas.

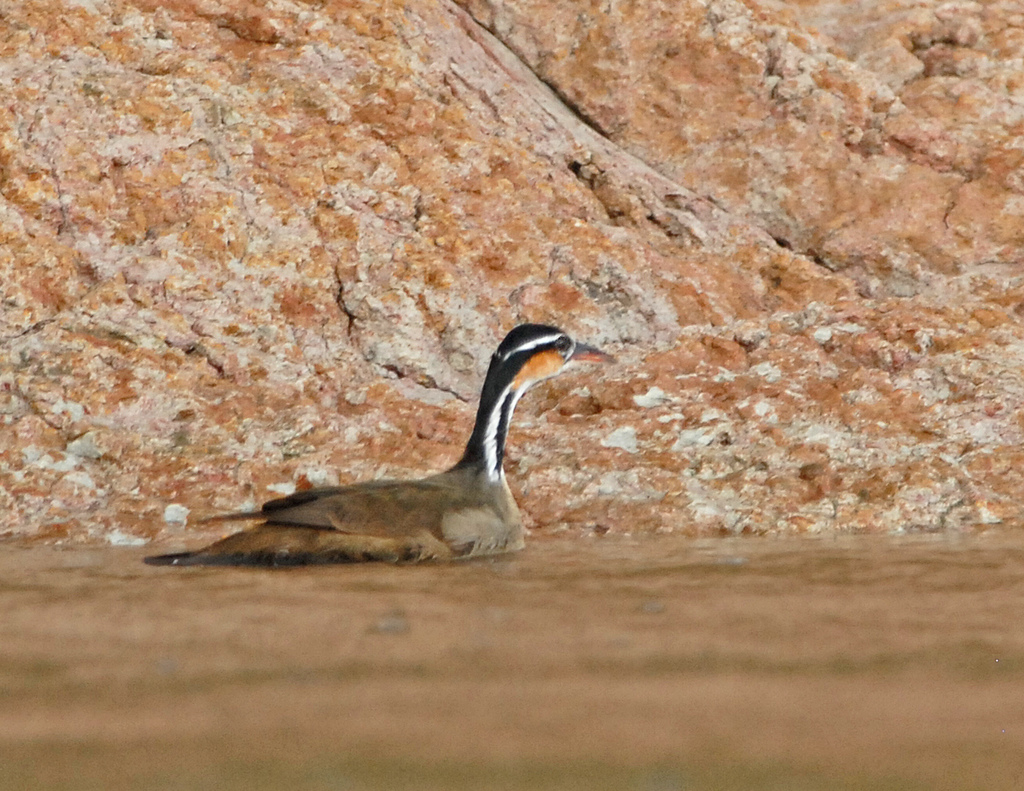
Fêmea em plumagem de reprodução. Observe a mancha laranja na bochecha e o bico vermelho.
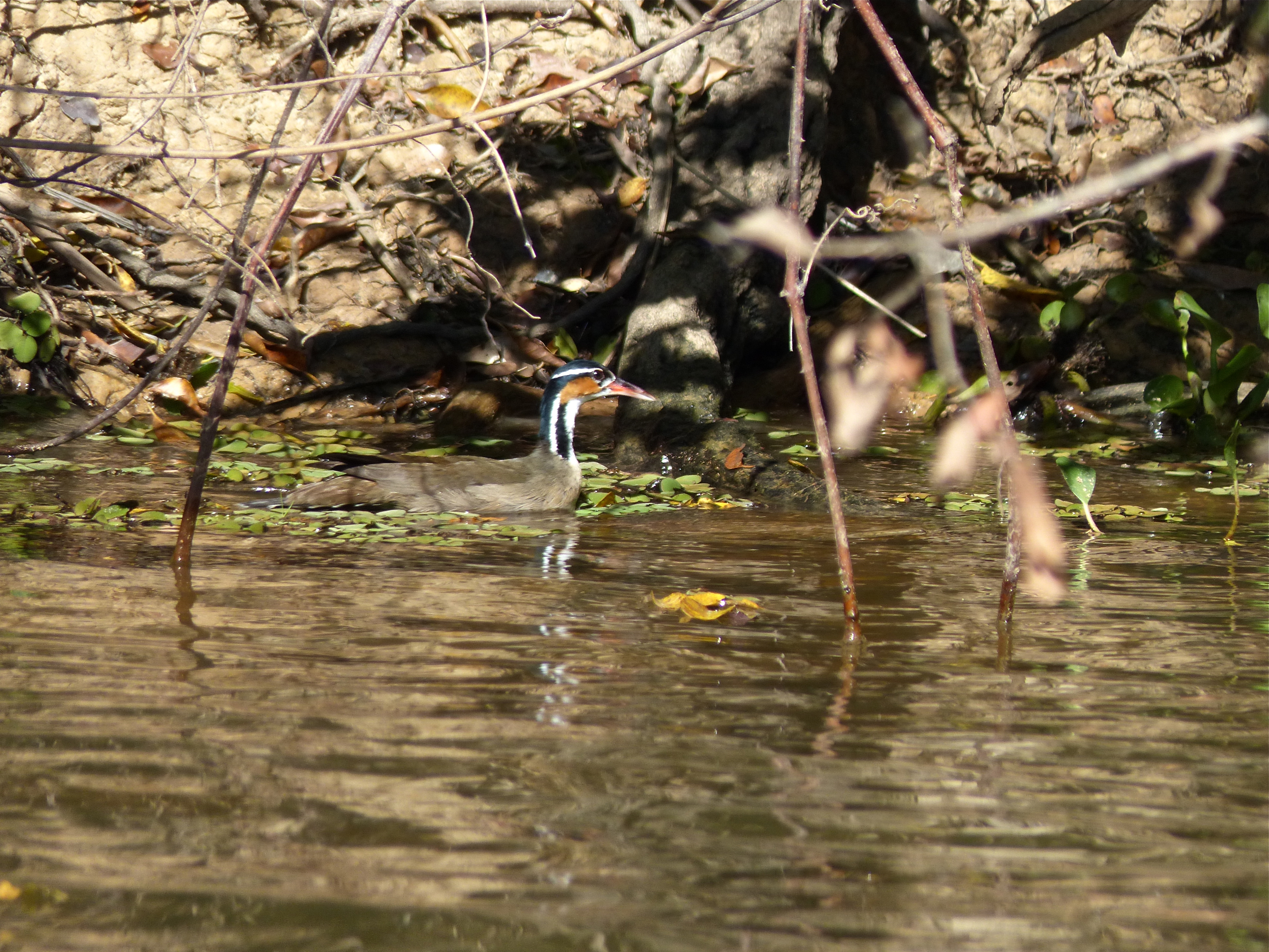
Fêmea em plumagem reprodutiva
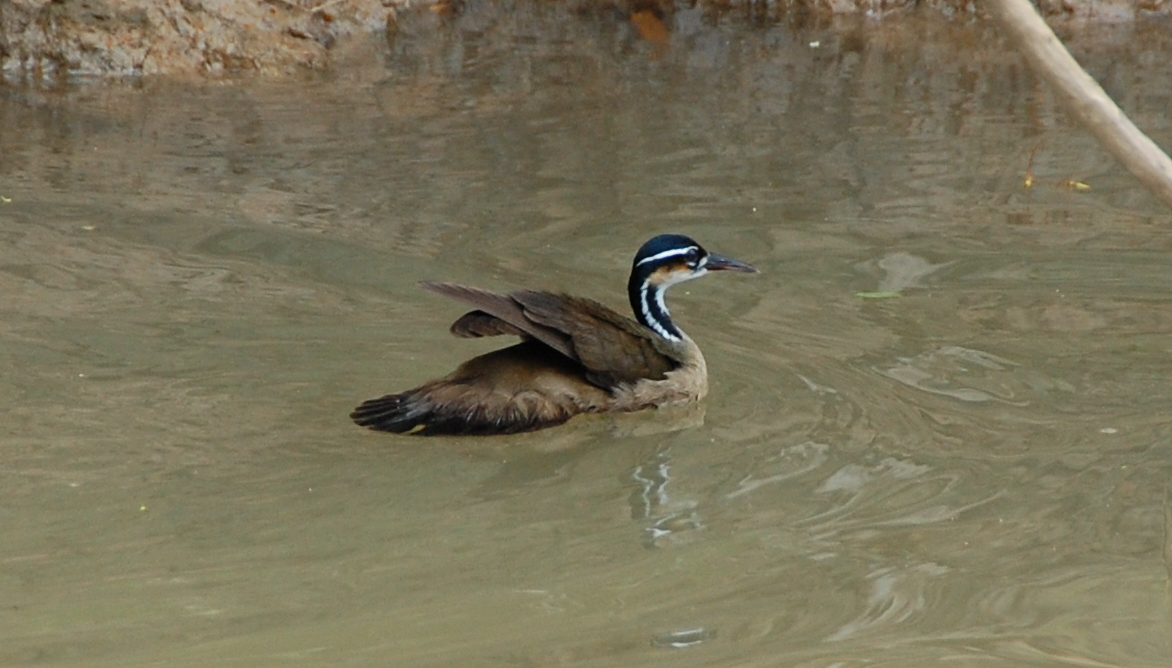
Fêmea

O macho é semelhante à fêmea, mas tem uma plumagem levemente mais monotônica; em particular, o macho não tem a mancha laranja-avermelhada brilhante nas bochechas que a fêmea exibe e, embora sua mandíbula inferior passe de bege claro a vermelho escuro durante a estação de reprodução, ela não fica tão brilhante quanto a da fêmea. Em média, ele é um pouco mais longo e com uma envergadura maior 14.1, mas de constituição mais leve com uma massa média inferior (110-140g).

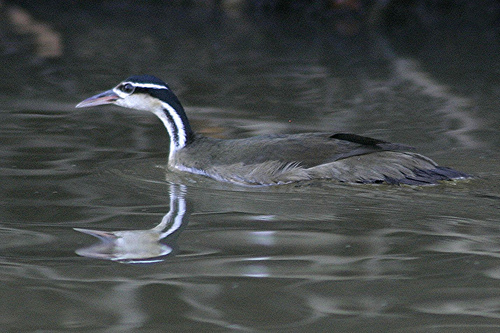
Macho com plumagem reprodutiva. Note a aparência mais pálida da plumagem, o bico vermelho mais pálido e a ausência de marcas na bochecha.
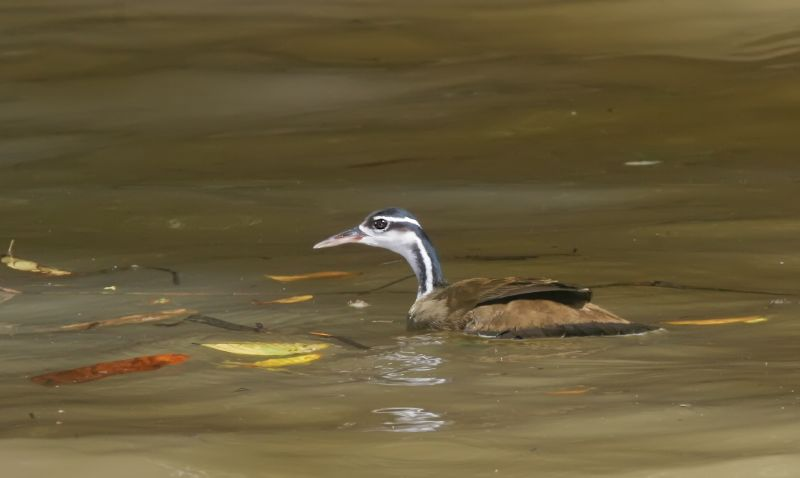
Macho. Note que o bico é bege-branco fora da temporada reprodutiva
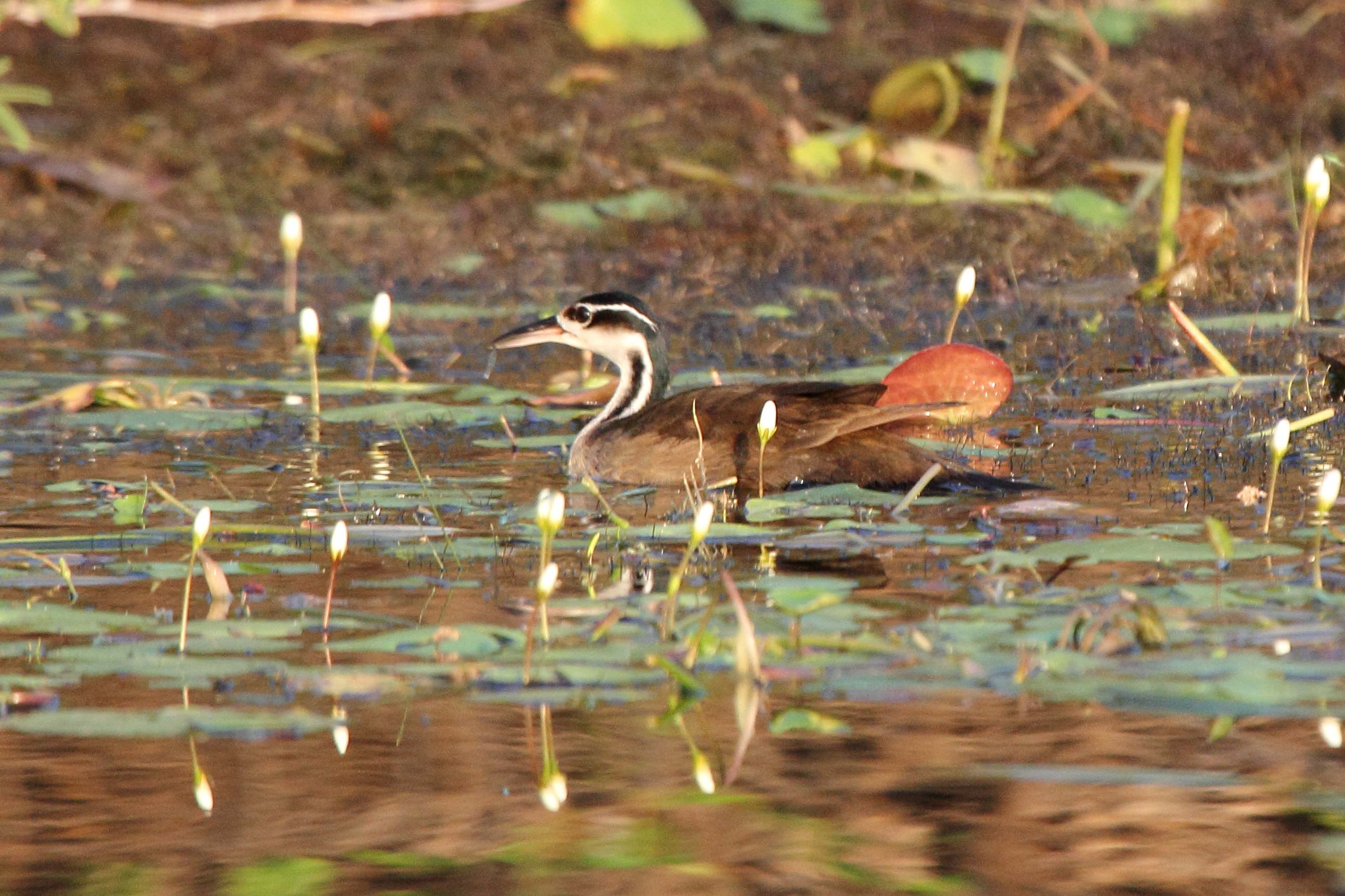
Macho
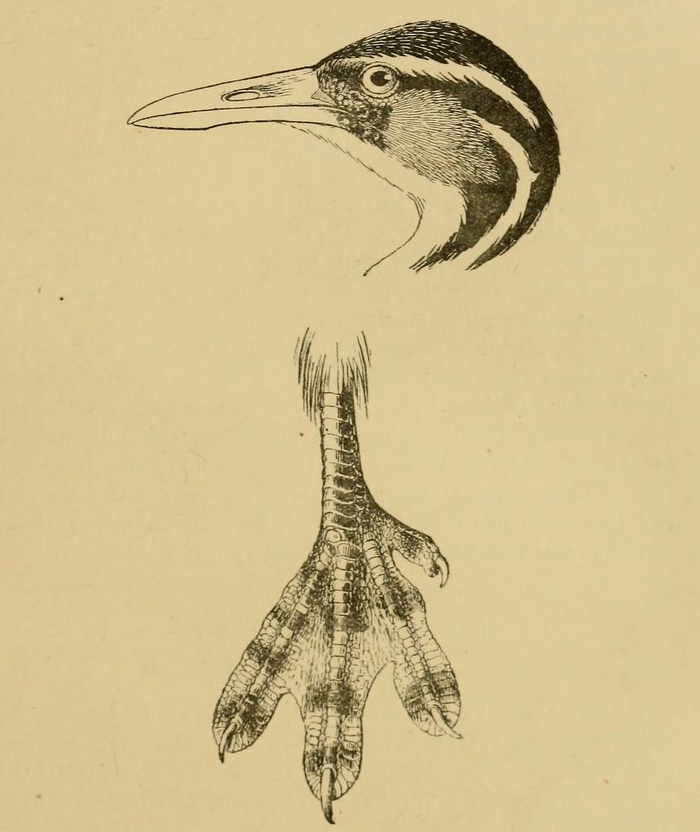
Cabeça e pé de uma fêmea

Os juvenis têm plumagem semelhante à do macho, mas são ligeiramente menores, com um relevo mais acinzentado nas penas do corpo e mais branco nas bochechas e pescoço.

## Distribuição e habitat
Vive em charcos e pântanos. Encontrada do México à Bolívia e nordeste da Argentina. No Brasil, está presente em toda a Amazônia e em baixadas florestais do leste da Bahia a Santa Catarina.
Os picaparras são encontrados em ambientes úmidos com vegetação densa, principalmente de água doce, do nordeste do México ao sul ao longo das costas do Golfo e do Caribe, passando pelo Panamá, onde vivem ao longo da  Zona do Canal do Panamá e Darien, e depois ao longo da costa do Pacífico do Panamá ao Equador central. Eles também são encontrados em todo o Orinoco e na Bacia Hidrográfica do Amazonas, no Pantanal e na Mata Atlântica brasileira. Com exceção de Trinidad e Tobago, eles não são encontrados na maioria das nações caribenhas e parecem ter dificuldade em se dispersar em longas distâncias de água salgada. Embora ocasionalmente registrado em altitudes mais elevadas, o picaparra é geralmente associado a planícies desde o nível do mar até cerca de 500 metros. Eles são residentes em toda a sua extensão; eles não parecem migrar.
Os picaparras parece estar expandindo o limite norte de sua distribuição no nordeste do México. Eles foram historicamente encontrados não mais ao norte do que o centro de Veracruz, mas na década de 1940 haviam estabelecido populações em toda Veracruz e em San Luis Potosí . Eles agora estão expandindo seu alcance mais ao norte em Tamaulipas, e um indivíduo foi avistado em 13 de novembro de 2008 no Marsh Loop no Bosque del Apache National Wildlife Refuge no Novo México, o primeiro registro histórico de picaparras nos Estados Unidos.

## Comportamento e ecologia

### Reprodução
O sungrebe tem uma estação de acasalamento que começa em meados de abril, durante a "primeira estação das chuvas "; a reprodução está correlacionada com a chuva e os altos níveis de água correspondentes que inundam o habitat e trazem o tipo de vegetação rasteira que os picaparras gostam de usar para construir seus ninhos. A coloração mais marcante das fêmeas, assim como sua maior massa, e o papel dos machos como cuidadores primários dos jovens, sugerem que as fêmeas cortejam os machos, embora isso ainda não tenha sido observado. Os pássaros machos e fêmeas participam da construção do ninho, que normalmente consiste em gravetos, juncos e folhas secas. O ninho é uma plataforma frágil colocada cerca de um metro acima da superfície da água.
Normalmente, há dois a quatro ovos em uma ninhada. Eles são redondos em forma com uma cor de base de branco-bege a canela pálido, com canela escura de forma irregular, marrom avermelhado e pontos roxos pálidos espalhados uniformemente sobre a superfície em densidades variáveis de ovo a ovo. Os ovos eclodem após um período de incubação excepcionalmente curto de apenas 10 a 11 dias. Ambos os sexos compartilham a responsabilidade na incubação dos ovos; a fêmea fica no ninho durante a maior parte do dia e durante a noite, enquanto o macho as incuba durante a metade do dia. Ao contrário de seus parentes próximos, os pés-de-pato africanos e asiáticos, cujos filhotes são considerados precoces, os filhotes sungrebe são altriciais ao chocar, cegos e indefesos, com pés e bico apenas esparsos e mal amadurecidos. O bico é cinza-ardósia com uma ponta amarela pálida.
Os machos transferem os filhotes para suas bolsas logo após a eclosão e os mantêm lá, alimentando-os e limpando seus dejetos, até que sejam capazes de nadar e se alimentar independentemente. Por algum tempo depois disso, os filhotes continuam a seguir o pai e talvez a mãe, muitas vezes montados em suas costas. Não se sabe como as mães estão envolvidas no cuidado de seus filhotes após a eclosão.

#### Bolsa

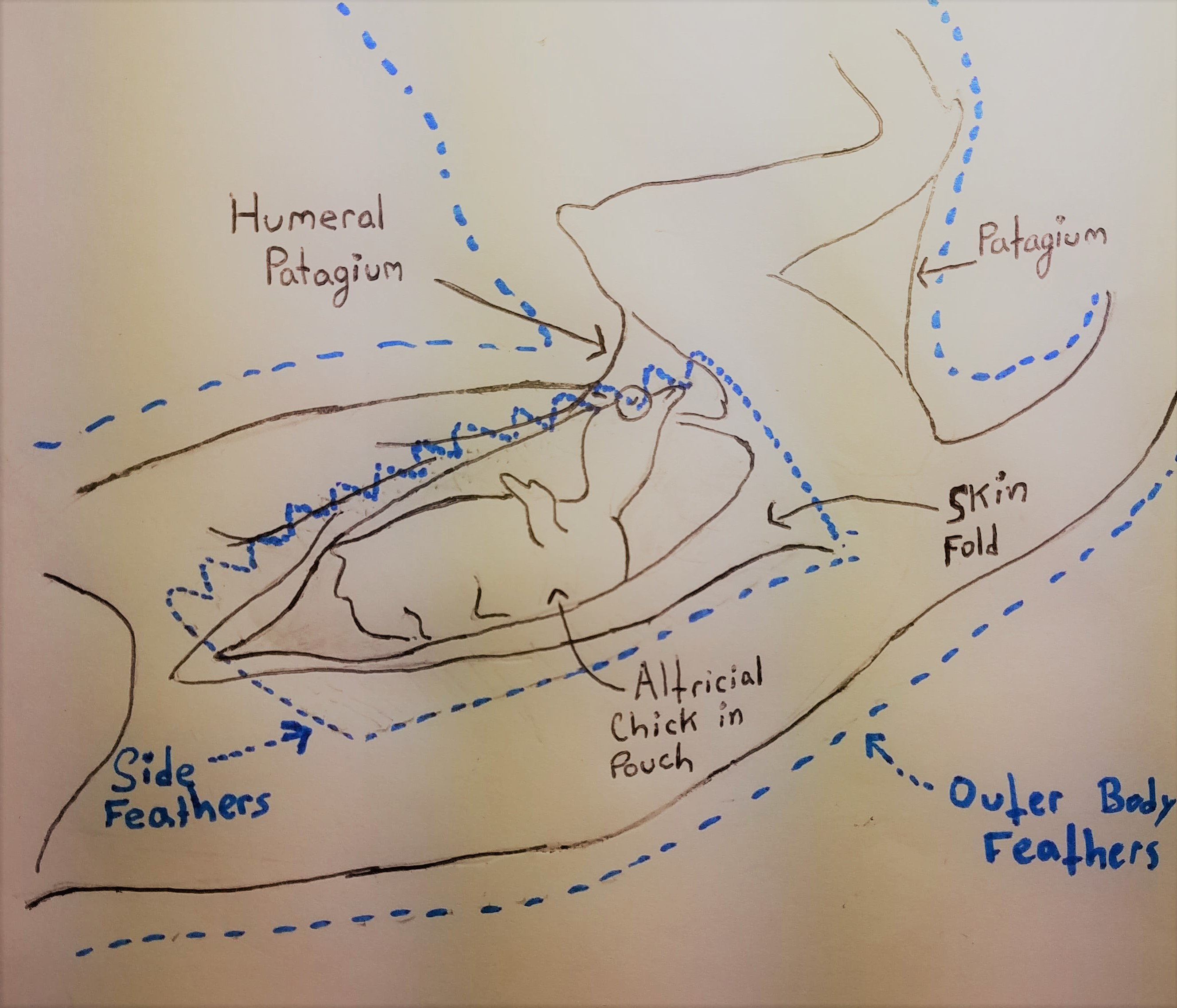
Diagrama do pintinho dentro da bolsa; as linhas pontilhadas mostram a parede de penas que segura o pintinho na bolsa

A bolsa de um sungrebe macho é uma bolsa ovular rasa formada por pregas de pele bem musculosa que se estendem ao longo da lateral do peito sob as asas, ainda protegida por uma parede de penas longas e curvas crescendo para cima e para trás a partir da parte inferior do lado do peito. Essas penas mantêm os filhotes no lugar durante o movimento, permitindo até que um macho os carregue enquanto mergulha e voa. O pássaro parece ter algum controle muscular sobre o formato das pregas e pode restringir ou aumentar o fluxo de fluido no tecido para torná-las mais ou menos rígidas. Cada bolsa pode conter um ou dois pintinhos.
Não se sabe se outros pés-de-pato compartilham essa característica, já que ela não persiste em peles preparadas e seria difícil de detectar mesmo em espécimes frescos, a menos que se soubesse procurá-la.
Uma vez que nenhuma outra espécie de pássaro foi encontrada com bolsas, é difícil dizer como isso evoluiu; no entanto, em Jacanás, uma ave limícola tropical encontrada no mesmo habitat que os pés-de-pato, no qual os machos também fornecem a maior parte dos cuidados dos pais, os filhotes são freqüentemente protegidos e até carregados colocando-os sob as asas e segurando-os contra o corpo. Esse também poderia ter sido o estado ancestral de picaparras.

### Alimentação

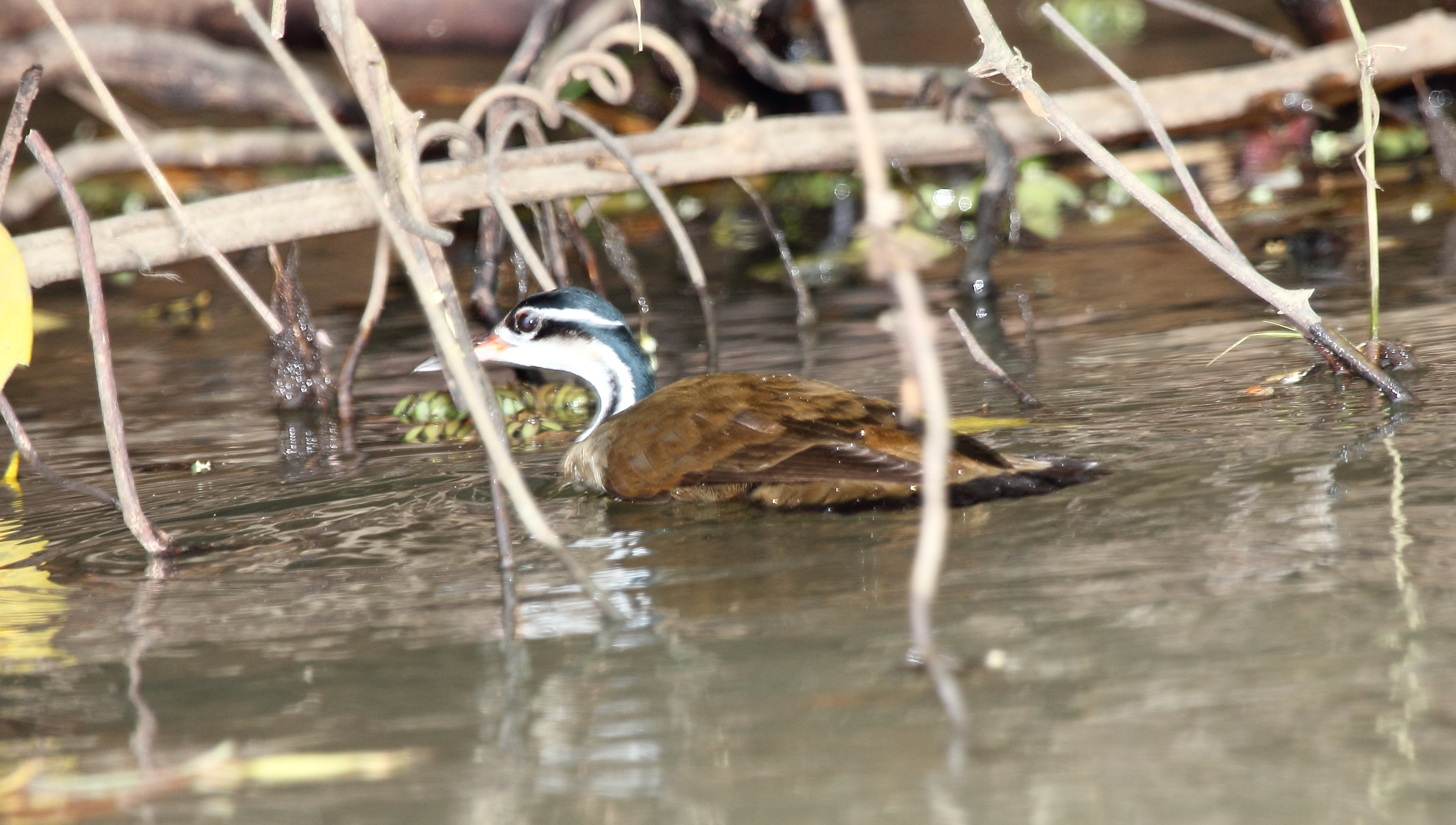
Forragem no Parque Nacional Tortuguro, Costa Rica.

Os picaparras prefere riachos e rios tranquilos na floresta, lagoas de água doce e lagos com vegetação densa e saliente. Aqui, eles caçam caracóis e uma variedade de artrópodes terrestres e aquáticos, bem como pequenos peixes, sapos e lagartos. Eles também comem alguma matéria vegetal, incluindo sementes e frutas. A maior parte da caça e coleta ocorre na superfície da água ou logo acima dela, embora eles possam fazer pequenos mergulhos atrás de peixes e sapos, ou caçar em poleiros baixos sobre a água.
Os picaparras vivem em densidades populacionais variáveis, mas geralmente baixas, e são geralmente solitários ou encontrados aos pares. Eles não migram sazonalmente, exceto para sair de habitats secos em rumo a habitats inundados dentro de sua área de distribuição. Não se sabe até que ponto os juvenis de picaparra se dispersam após o nascimento, nem se sabe se um sexo se dispersa preferencialmente. Pode ser notado, entretanto, que picaparras erráticos encontrados fora de sua faixa conhecida tendem a ser do sexo feminino.

## Estado de conservação
Dado que sua distribuição é muito grande e que a espécie não é direcionada diretamente para uso humano, o BirdLife International (2009) o IUNC avalia o estado de conservação do picaparra como pouco preocupante. Sua expansão para o norte parece justificar esse status. No entanto, muito pouco se sabe sobre qualquer população de picaparra, incluindo a natureza de seus fatores de risco e se a extensão do picaparra consiste em uma única grande população com baixo risco ou uma série de populações geneticamente distintas com alto risco. Além disso, as áreas úmidas tropicais são alvos atraentes para o uso agrícola e projetos hidrelétricos . A preferência do picaparra por uma cobertura pesada e a tendência de evitar a presença de humanos podem limitar sua capacidade de lidar com a rápida urbanização da América Latina. No entanto, os picaparra parecem estar se saindo muito melhor do que seus parentes, que vivem em partes do mundo muito mais populosas, muito menos protegidas ou ambientalmente regulamentadas.

## História fóssil
Um úmero fóssil de 14 milhões de anos idêntico ao de Heliornis fulica foi encontrado na Formação do Rio Pungo no Mioceno Médio na Carolina do Norte, EUA. Este é o fóssil de Finfoot mais antigo conhecido, e sua descoberta levantou questões sobre se os ancestrais sul-americanos de picaparras ainda não descobertos se mudaram para a América do Norte bem antes do Grande Intercâmbio Americano, ou se, em vez disso, cruzaram a Beringia e depois se mudaram para a América do Sul quando formou-se o istmo do Panamá.